# Talpó de tartera
El talpó de tartera (Chionomys nivalis) és el talpó que pot assolir la mida més gran.

## Descripció
La seva cua és relativament llarga i gairebé supera la meitat de la longitud del cap més el cos, i les orelles sobresurten clarament entre el pelatge. Els peus i les vibrisses són llargs.
El pelatge, més clar, que el de la resta de talpons, presenta una tonalitat grisenca marronosa uniforme per la part dorsal, i blanca grisenca per la ventral. Els peus i la cua (monocolor) tendeixen a ser blanquinosos.
Dimensions corporals: cap + cos = 9 - 14 cm i cua = 4,5 - 7,4 cm.
Pes: 21 - 70 g.

## Hàbitat
Tal com el seu nom indica, viu en tarteres, marges pedregosos i altres acumulacions de grans blocs a muntanya, fins a altituds elevades.

## Costums
Actiu sobretot al crepuscle, però també a la nit i, més rarament, durant el dia.
El seu refugi és un cau subterrani que s'obre al peu d'una roca, a l'interior del qual es construeix un niu d'herba seca.
Solament les mares i les seves cries constitueixen grups familiars.

## Sinònims
- abulensis, Agacino, 1936
- aleco, Paspalev, Martino i Peshev, 1952
- alpinus, Wagner, 1843
- appenninicus, Dal Piaz, 1929
- aquitanius, Miller, 1908
- cedrorum, Spitzenberger, 1973
- dementievi, Heptner, 1939
- hermonis, Miller, 1908
- lebruni, Crespon, 1844
- leucurus, Gerbe, 1852
- loginovi, Ogniov, 1950
- malyi, Bolkay, 1925
- mirhanreini, Schäfer, 1935
- nivicola, Schinz, 1845
- olympius, Neuhäuser, 1936
- petrophilus, Wagner, 1853
- pontius, Miller, 1908
- radnensis, Ehik, 1942
- satunini, Shidlovsky, 1919
- spitzenbergerae, Nadachowski, 1990
- trialeticus, Shidlovsky, 1919
- ulpius, Miller, 1908
- wagneri, Martino, 1940

## Espècies semblants
La resta de talpons tenen el pelatge de tonalitats més fosques i la cua més curta: no arriba a la meitat de la longitud del cap més el cos, excepte el talpó roig, que té, però, el pelatge rogenc.